# 出﨑哲
出﨑 哲（でざき さとし、1940年6月26日 - ）は、日本の男性アニメ演出家・監督、プロデューサー、脚本家。
マジックバス代表取締役会長兼社長。日本アニメーター・演出協会（JAniCA）会員。東京都目黒区出身。東京都立北高等学校卒業、法政大学中退。
アニメ監督の出﨑統は実弟。独創的な演出を得意とする弟の統に対し、兄の哲はオーソドックスな演出が特徴である。妻はアニメーター・アニメ監督の四分一節子。

## 来歴
航空科学専門学校の教授であった出﨑晶の長男として誕生。福島県相馬郡（現・相馬市）で干拓事業を行った出﨑栄太郎の曾孫にあたる。
高校を卒業後、東芝に勤めながら法政大学第二文学部に学び、さらに将来の映画制作を夢みてシナリオ研究所に通う。東芝で9人制バレーボールのコーチを務めた経験は、後年、アニメ制作のチーム作りの際に役立つことになる。
のちに7年間勤めた東芝を退社。法政大学も中退し、杉井ギサブローの設立した株式会社アートフレッシュが練馬区の高松町から江古田に移転するのを機に制作進行として入社。弟の後を追ってアニメ業界に入る。やがて『アタックNo.1』で脚本、『巨人の星』で画コンテに手を広げる。
1969年フリーになり、東京ムービー、タツノコプロ、日本サンライズなどの作品で脚本、演出、監督補などを務める。
1977年、マジックバスを設立。『新・巨人の星』の演出、作画を行うためというのがきっかけだった。
1986年には初めて長編の監督、プロデューサーを相次いで務めた。
2007年には中国上海で開催された第3回中国国際動漫游戯博覧会に参加し、華東師範大学でアニメ制作に関する講演を行った。
2009年には中国大連で魯迅美術学園アジアアニメ交流会議に参加し、アニメ制作に関する講演を行った。

## 参加作品

### テレビアニメ
1968年
- 巨人の星（1968年 - 1971年、絵コンテ）

1969年
- アタックNo.1（1969年 - 1970年、脚本）

1971年
- 天才バカボン（絵コンテ）

1972年
- アニメドキュメント ミュンヘンへの道（絵コンテ）

1973年
- 侍ジャイアンツ（1973年 - 1974年、脚本・コンテ）

1974年
- 魔女っ子メグちゃん（演出）
- てんとう虫の歌（1974年 - 1976年、演出）

1975年
- ラ・セーヌの星（チーフディレクター補佐・絵コンテ・演出）

1976年
- 勇者ライディーン（絵コンテ）
- ろぼっ子ビートン（1976年 - 1977年、チーフディレクター補・演出）

1977年
- おれは鉄兵（絵コンテ）
- 新・巨人の星（1977年 - 1978年、脚本・演出）

1978年
- 新・エースをねらえ!（1978年 - 1979年、演出）

1979年
- 新・巨人の星II（演出）
- 海底超特急マリンエクスプレス（チーフディレクター・演出）

1980年
- キャプテン（TVスペシャル）（監督）
- ムーの白鯨（演出）
- 鉄腕アトム（第2作）（1980年 - 1981年、絵コンテ・演出）

1981年
- おはよう!スパンク（演出）

1983年
- キャプテン（TVシリーズ）（監督）
- スプーンおばさん（絵コンテ）
- タイムスリップ10000年プライム・ローズ（監督・プロデューサー）

1984年
- 小さな恋のものがたり チッチとサリー初恋の四季（演出補）
- ガラスの仮面（絵コンテ）

1986年
- ワンダービートS（監督）

1992年
- ボーイフレンド（監督）

1996年
- バケツでごはん（監督）
- きこちゃんすまいる（1996年 - 1997年、プロデューサー・絵コンテ）

1997年
- 学級王ヤマザキ（1997年 - 1998年、プロデューサー）

1998年
- 突撃!パッパラ隊（1998年 - 1999年、監修・プロデューサー）

2001年
- ゴーゴー五つ子ら・ん・ど（2001年 - 2002年、アニメーションプロデューサー）

2005年
- プレイボール（総監督）

2006年
- プレイボール2nd（総監督）

2010年
- COBRA THE ANIMATION（アニメーションプロデューサー）

2022年
- シュート!（監修）

### 劇場アニメ
1979年
- がんばれ!!タブチくん!!（脚本）

1982年
- 巨人の星（監督）

1984年
- プロ野球を10倍楽しく見る方法PART2（アニメーション監督）

1986年
- 11人いる!（監督）
- 扉を開けて（脚本・プロデューサー）
- GREY デジタル・ターゲット（監督・脚本）

1988年
- うる星やつら 完結篇（監督）
- ぴーひょろ一家見参!（監督）
- 白旗の少女 琉子（監督）

1990年
- CAROL（監督）
- まっ黒なおべんとう（監督）

1992年
- せんぼんまつばら 川と生きる少年たち（監督）
- 銀河英雄伝説外伝 黄金の翼（プロダクションマネージャー）

1993年
- みいちゃんのてのひら（プロデューサー）
- 蒼い記憶 満蒙開拓と少年たち（監督・製作）
- 銀河英雄伝説 新たなる戦いの序曲（プロダクションマネージャー）

1994年
- 雪渡り（プロデューサー）

1997年
- 幕末のスパシーボ（監督・脚色）

1999年
- ハッピーバースデー 命かがやく瞬間（監督・プロデューサー）

2001年
- いのちの地球 ダイオキシンの夏（監督）

2002年
- アテルイ（監督）
- 夢かける高原 清里の父 ポール・ラッシュ（監督・プロデューサー）

2003年
- もも子、かえるの歌がきこえるよ。（制作プロデューサー）

2004年
- ハードル（監督）

2005年
- ガラスのうさぎ（製作プロデューサー）

### OVA
1987年
- うる星やつら 夢の仕掛人 因幡くん登場! ラムの未来はどうなるっちゃ!?（監督）

1988年
- 麻雀飛翔伝 哭きの竜（監督・脚本）
- 現世守護神 ぴーひょろ一家（監督）
- たいまんぶるうす 清水直人編2（監督）
- 神州魑魅変（1988年 - 1989年、監督）

1989年
- 華星夜曲（プロデューサー）
- たいまんぶるうす 清水直人編3（監督）
- 力王 RIKI-OH 等括地獄（監督）
- 寒月一凍悪霊斬り（監督）
- 海の闇、月の影（監督）

1990年
- たいまんぶるうす レディース編 真由美（監督）
- 鬼丸 ONIMARU（監督）
- 力王 RIKI-OH VIOLENCE2 滅びの子（監督）
- マッド★ブル34（監督）
- ポストの中の明日（監督）
- ニューイヤー星調査行（監督）

1991年
- みどりの守り神（監督）
- 絶滅の島（監督）
- 有閑倶楽部（プロデューサー）
- ファントム勇者伝説（監督）
- ザ・学園超女隊（監督）
- 1月にはChristmas（監督）
- 銀河英雄伝説（第2期、プロダクションマネージャー）

1992年
- 破妖の剣（製作）

1994年
- 埼玉暴走最前線 フラッグ! 死にものぐるいの青春!!（監督）
- 銀河英雄伝説第3期（プロダクションマネージャー）

1999年
- 刻の大地 〜花の王国の魔女〜（プロデューサー）
- 銀河英雄伝説外伝第2期（プロダクションマネージャー）